# نیکولا شافاریچ
نیکولا شافاریچ (کرواتی: Nikola Šafarić؛ زادهٔ ۱۱ مارس ۱۹۸۱) بازیکن فوتبال اهل کرواسی است.
از باشگاه‌هایی که در آن بازی کرده‌است می‌توان به باشگاه فوتبال واراژدین، باشگاه فوتبال واراژدین، باشگاه فوتبال رییکا، و باشگاه فوتبال اسلاون بلوپو اشاره کرد.
وی همچنین در تیم‌های ملی فوتبال زیر ۲۱ سال کرواسی، و کرواسی بازی کرده‌است.